# Zeynep Sönmez
Zeynep Sönmez, née le 30 avril 2002, en Turquie, est une joueuse turque de tennis.

## Carrière professionnelle
Zeynep Sönmez commence sa carrière sur le circuit ITF en 2017. Elle débute sur le circuit WTA en juin 2023 lors du tournoi WTA 250 de Bois-le-Duc en tant que qualifiée, mais est battue dès le premier tour par la Canadienne Bianca Andreescu.
Le 17 septembre 2023, elle parvient en finale du tournoi WTA 125 de Ljubljana mais elle est battue par l'Espagnole Marina Bassols Ribera,.

### 2024: titre, top 100
Elle obtient de bons résultats à Trnav, où elle arrive jusqu'en quarts de finale. Elle élimine celle qui l'a éliminée lors des qualifications pour l'Open d'Australie, Lulu Sun. Puis elle élimine Nigina Abduraimova. Lors de la seconde levée du même tournois, elle réitère son parcours en arrivant encore en quarts de finale.
À Antalya, elle parvient en quarts de finales où elle sera sortie par la Japonaise Moyuka Uchijima, non sans avoir sorti la Française Fiona Ferro au premier tour (6-1 7-6 6-2). Alignée aux qualifications de La Bisbal, elle échoue face à Dalma Gálfi en 1/4 de finale. Plus tard, à Parme, elle réitère son parcours et échoue encore une fois en quarts de finale, en ayant infligé un 6-0 à la tête de série no 2 Lucia Bronzetti (6-0 6-4).
Lors des qualifications de Roland-Garros, elle élimine une ex-top 30, Aliaksandra Sasnovich. Elle échoue cependant au premier tour. Il lui faut attendre ensuite Berlin pour passer le premier tour. Elle échoue au tour suivant.
Issue des qualifications à Monastir, elle rejoint les quarts de finale. Elle élimine Rebeka Masarova (4-6 7-6 6-3) et Greet Minnen (6-4 1-6 6-3). Elle est sortie par Eva Lys (7-5 6-3). À Tokyo, elle élimine Magdalena Fręch, avant d'être sortie par la Japonaise Sayaka Ishii.
En novembre 2024, elle remporte son premier tournoi WTA à Mérida, en catégorie WTA 250, face à l'Américaine Ann Li (6-2, 6-1). Elle a renversé précédemment l'Argentine María Carlé (5-7, 6-1, 6-2), sorti la Française Elsa Jacquemot (7-6, 6-3), la tête de série numéro un Renata Zarazúa (3-6, 6-3, 6-4) et enfin la Russe Alina Korneeva (7-6, 6-2), devenant ainsi la deuxième joueuse turque de l'histoire à remporter un tournoi sur le circuit après Çağla Büyükakçay en 2016.

## Palmarès

### Titre en simple dames
| No | Date       | Nom et lieu du tournoi    | Catégorie | Dotation  | Surface    | Finaliste | Score    |          |
| -- | ---------- | ------------------------- | --------- | --------- | ---------- | --------- | -------- | -------- |
| 1  | 28-10-2024 | Merida Open Akron, Mérida | WTA 250   | 267 082 $ | Dur (ext.) | Ann Li    | 6-2, 6-1 | Parcours |

### Finale en simple dames
Aucune

### Finale en simple en WTA 125
| No | Date       | Nom et lieu du tournoi                  | Catégorie | Dotation  | Surface      | Vainqueure            | Score     |          |
| -- | ---------- | --------------------------------------- | --------- | --------- | ------------ | --------------------- | --------- | -------- |
| 1  | 11-09-2023 | Zavarovalnica Sava Ljubljana, Ljubljana | WTA 125   | 115 000 $ | Terre (ext.) | Marina Bassols Ribera | 6-0, 7-62 | Parcours |

## Parcours en Grand Chelem

### En simple dames
| Année | Open d'Australie | Open d'Australie | Internationaux de France | Internationaux de France | Wimbledon      | Wimbledon             | US Open | US Open               |
| ----- | ---------------- | ---------------- | ------------------------ | ------------------------ | -------------- | --------------------- | ------- | --------------------- |
| 2023  | —                | —                | —                        | —                        | Q1             | Déspina Papamichaíl   | Q1      | Greet Minnen          |
| 2024  | Q3               | Lulu Sun         | 1er tour (1/64)          | Emma Navarro             | Q3             | Daria Snigur          | Q3      | Aliaksandra Sasnovich |
| 2025  | 1er tour (1/64)  | Talia Gibson     | 1er tour (1/64)          | Elina Svitolina          | 3e tour (1/16) | Ekaterina Alexandrova |         |                       |

N.B. : à droite du résultat se trouve le nom de l'ultime adversaire.

### En double dames
| 2025 | — | — | 1er tour (1/32) P. Kudermetova \|\| style="text-align:left;" \| S. Aoyama M. Uchijima | 2e tour (1/16) P. Kudermetova \|\| style="text-align:left;" \| G. Dabrowski E. Routliffe |  |  |

N.B. : le nom de la partenaire se trouve sous le résultat ; les noms des ultimes adversaires se trouvent à droite.

## Parcours en WTA 1000
Les tournois WTA « Premier Mandatory » et « Premier 5 » (entre 2009 et 2020) et WTA 1000 (à partir de 2021) constituent les catégories d'épreuves les plus prestigieuses, après les quatre levées du Grand Chelem. 

De 2009 à 2023, les tournois Premier Mandatory (dits tournois WTA 1000 obligatoires entre 2021 et 2023) regroupent Indian Wells, Miami, Madrid et Pékin, les autres constituant les tournois Premier 5 (tournois WTA 1000 non-obligatoires). À partir de 2024, le nombre de tournois WTA 1000 passe à 10 par saison (fin de l’alternance Doha / Dubaï), ces derniers devenant tous obligatoires et offrant tous 1000 points à la vainqueure (contre 900 points précédemment pour les tournois Premier 5).

### En simple dames
| Année |       |                             |       |        |      |                           |            |       |       |       |  |  |
| Doha  | Dubaï | Indian Wells                | Miami | Madrid | Rome | Canada                    | Cincinnati | Pékin | Wuhan | Wuhan |  |  |
| Doha  | Dubaï | Indian Wells                | Miami | Madrid | Rome | Canada                    | Cincinnati | Pékin | Wuhan | Wuhan |  |  |
| Doha  | Dubaï | Indian Wells                | Miami | Madrid | Rome | Canada                    | Cincinnati | Pékin | Wuhan | Wuhan |  |  |
| 2024  |       | 1er tour (1/32) L. Tsurenko |       |        |      |                           |            |       |       |       |  |  |
| 2025  |       | 1er tour (1/32) M. Kostyuk  |       |        |      | 1er tour (1/64) B. Bencic |            |       |       |       |  |  |

Sous le résultat, l’ultime adversaire.
1. 1 2   Les tournois de Doha et Dubaï alternent le statut de tournoi WTA 1000 (ex Premier 5) entre 2009 et 2023 : les trois premières éditions ont lieu à Dubaï, les trois suivantes à Doha, puis Dubaï accueille le tournoi de cette catégorie les années impaires et Dubaï les années paires. De 2011 à 2023, la ville qui n’accueille pas de WTA 1000 organise à la place un tournoi WTA 500 (ex Premier).
2. 1 2 3 4 5 6   L’ordre de déroulement des tournois a évolué depuis 2009 : Rome se dispute avant Madrid et Cincinnati avant Montréal/Toronto jusqu’en 2010, tandis que Tokyo/Wuhan/Guadalajara ont lieu avant Pékin jusqu’en 2023.

## Classements WTA en fin de saison
| Année          | 2017 | 2018 | 2019 | 2020 | 2021 | 2022 | 2023 | 2024 |
| Rang en simple | 1208 | –    | 670  | 628  | 531  | 345  | 159  | 91   |
| Rang en double | –    | –    | 1116 | 1132 | 1032 | 952  | –    | 590  |

Source : (en) Classements de Zeynep Sönmez sur le site officiel de la Fédération internationale de tennis